# Châtillens
Châtillens es una localidad y antigua comuna suiza del cantón de Vaud, situada en el distrito de Lavaux-Oron. Desde el 1 de enero de 2012 hace parte de la comuna de Oron.

## Historia
La primera mención escrita de Châtillens data de 1141 bajo el nombre de Castellens. La comuna formó parte hasta el 31 de diciembre de 2007 del distrito de Oron, círculo de Oron. La comuna mantuvo su autonomía hasta el 31 de diciembre de 2011. El 1 de enero de 2012 pasó a ser una localidad de la comuna de Montanaire, tras la fusión de las antiguas comunas de Bussigny-sur-Oron, Châtillens, Chesalles-sur-Oron, Ecoteaux, Les Tavernes, Les Thioleyres, Oron-la-Ville, Oron-le-Châtel, Palézieux y Vuibroye.

## Geografía
La antigua comuna limitaba al norte con la comuna de Vuibroye, al este con Oron-la-Ville, al sur con Les Tavernes, al suroeste con Forel (Lavaux), y al oeste con Essertes.

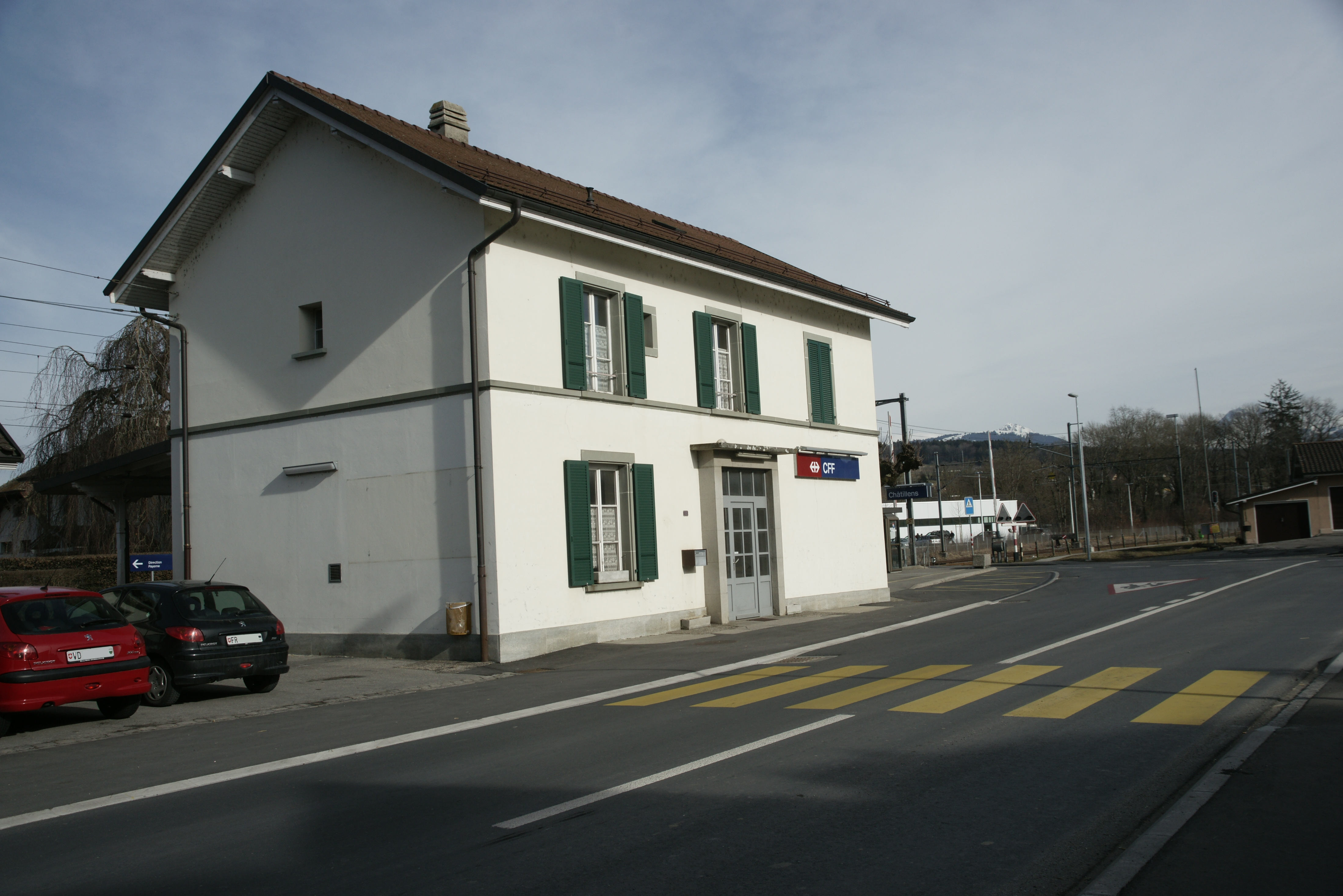
Estación de trenes de Châtillens.